# N869 (België)
De N869 is een gewestweg in de Belgische provincie Luxemburg. Deze doodlopende weg loopt vanuit de dorpskom van Nadrin richting de Ourthe. Even ten zuiden van de N869 ligt Ollomont, een gehucht dat behoort tot Nadrin.
De totale lengte van de N869 bedraagt 2 kilometer.

## Plaatsen langs de N869
- Nadrin
- Ollomont